# Цай Хуейцзюе
Цай Хуейцзюе (1 січня 1980) — китайська плавчиня.
Бронзова медалістка Олімпійських Ігор 1996 року в естафеті 4x100 метрів комплексом.